# The Big Picture
The Big Picture (bra: A Grande Comédia; prt: Hollywood, Via Rápida) é um filme de comédia estadunidense de 1989 estrelado por Kevin Bacon, Emily Longstreth, J. T. Walsh, Jennifer Jason Leigh e dirigido por Christopher Guest.

## Sinopse
O estudante de cinema e ex-roteirista/diretor Nick Chapman, um nativo da Região Centro-Oeste dos Estados Unidos, encontra-se campeão de um prestigiado concurso de filmes estudantis em Los Angeles. Da noite para o dia, os VIPs de Hollywood querem fazer acordos com nick. Ele se acomoda em um agente peculiar para representá-lo, e assina um acordo com um grande estúdio de cinema para fazer seu filme dos sonhos.
Nick acha o "processo" desagradável do estúdio de Hollywood, e é forçado a fazer muitos compromissos criativos, mas agora ele tem dinheiro e conhece novos amigos de Hollywood. Da mesma forma, o agora afetado Nick joga velhos amigos ao mar, como seu sucesso instantâneo lota seus antigos relacionamentos, incluindo o com sua namorada, Susan.
O novo mundo de Nick é subitamente virado de cabeça para baixo novamente quando um novo chefe de estúdio decide cancelar seu projeto de filme. Incapaz de fazer novos acordos de cinema, Nick educado na faculdade é reduzido a empregos de nível básico para pagar as contas. Sua vida é reencenada em partes do filme.
Em última análise, um Nick humilde e arrependido se reúne com velhos amigos e, com Susan, esculpe um caminho inesperado para conseguir que seu filme seja produzido, desta vez em seus termos.

## Elenco
- Kevin Bacon como Nick Chapman
- Emily Longstreth como Susan Rawlings
- J. T. Walsh como Allen Habel
- Jennifer Jason Leigh como Lydia Johnson
- Michael McKean como Emmet Sumner
- Kim Miyori como Jenny Sumner
- Teri Hatcher como Gretchen
- Dan Schneider como Jonathan Tristan-Bennet
- Jason Gould como Carl Manknik
- Tracy Brooks Swope como Lori Pressman
- Don Franklin como Todd Marvin
- Gary Kroeger como Mark
- Fran Drescher como Polo Habel
- June Lockhart como Janet Kingsley
- Roddy McDowall como juiz
- Eddie Albert como M.C.
- John Cleese como Bartender
- Martin Short como Neil Sussman (sem créditos)
- Elliott Gould como Promotor (sem créditos)
- Bruce Kirby como Produtor em Brown Entertainment
- Beth Chamberlin como comissária de bordo
- Suzanne M. Slater como comissária de bordo

## Lançamento
A produção recebeu sinal verde de David Puttnam, presidente da Columbia Pictures, que foi afastado duas semanas após o início da produção. De acordo com Guest, o regime subsequente no estúdio foi incapaz de descobrir o que poderia ser feito com o filme, já que muitos executivos no estúdio não gostaram do filme porque se sentiram como se estivessem sendo brutalmente satirizados nele. A Columbia silenciosamente deu ao The Big Picture um lançamento limitado nos cinemas (apesar de ter recebido críticas positivas) antes de enviá-lo para o vídeo.

## Recepção
The Big Picture recebeu críticas positivas dos críticos de cinema, uma vez que detém uma classificação de 87% no Rotten Tomatoes com base em 23 avaliações.